# رود نووایا
رود نووایا (روسی: Новая) یک رودخانه در سرزمین کراسنویارسک کشور روسیه است.